# Hans-Joachim Herbst

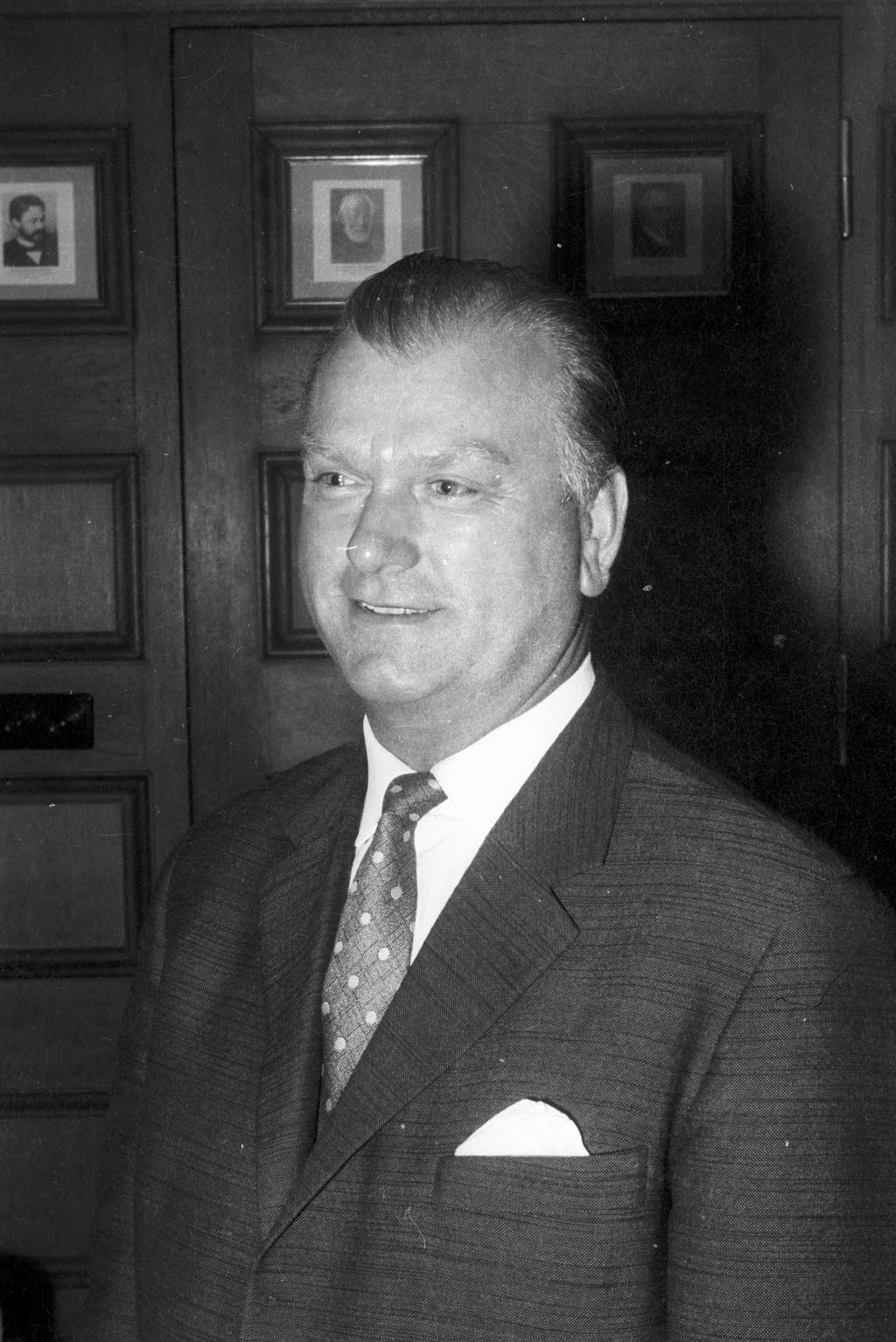
Hans-Joachim Herbst (1963)

Hans-Joachim Herbst (* 7. Oktober 1918 in Klosterlausnitz; † 13. Januar 1995) war ein deutscher Politiker der FDP.

## Leben und Beruf
Nach dem Abitur auf der Oberrealschule absolvierte Herbst eine Lehre zum Industrie- und Exportkaufmann. Anschließend wurde er Verkaufsleiter einer Porzellanfabrik in Thüringen.
1949 floh er aus politischen Gründen nach Schleswig-Holstein. Dort war er zunächst Geschäftsführer eines Wirtschaftsverbandes und ab 1956 persönlich haftender Gesellschafter mehrerer Unternehmen. Auf Vorschlag der schleswig-holsteinischen Landesregierung wurde Herbst am 30. November 1968 mit dem Verdienstkreuz I. Klasse des Bundesverdienstkreuzes ausgezeichnet.

## Partei
Herbst beantragte nach dem Wegfall der allgemeinen Aufnahmesperre am 21. Juli 1937 die Aufnahme in die NSDAP und wurde zum 1. September desselben Jahres aufgenommen (Mitgliedsnummer 4.815.216). Danker und Lehmann-Himmel charakterisieren ihn in ihrer Studie über das Verhalten und die Einstellungen der Schleswig-Holsteinischen Landtagsabgeordneten und Regierungsmitglieder der Nachkriegszeit in der NS-Zeit aufgrund seines jungen Alters als „NS-sozialisiert“.
Er schloss sich nach dem Zweiten Weltkrieg der LDPD in Thüringen an und war dort von 1946 bis 1949 geschäftsführender Vorsitzender des Kreisverbandes Jena sowie des Bezirksverbandes Ostthüringen. Nach seiner Flucht in den Westen wurde er Mitglied der FDP. Er war von 1950 bis 1956 Landesvorsitzender der Jungdemokraten in Schleswig-Holstein und später Kreisvorsitzender der FDP in Kiel.

## Abgeordneter
Vom 2. Juli 1957, als er für Johannes Hagge nachrückte, bis zum Ende Legislaturperiode 1958 und erneut vom 27. Oktober 1958, als er für Justizminister Bernhard Leverenz nachrückte, bis 1971 gehörte er dem Landtag Schleswig-Holstein an. von 1958 bis 1967 war er Vorsitzender des Wirtschaftsausschusses des Landtages und anschließend bis 1971 dessen stellvertretender Vorsitzender. 1966/67 war er zudem stellvertretender Vorsitzender des Ausschusses für Arbeit und Aufbau und 1969 des Sonderausschusses zur Gebietsreform. Von 1967 bis 1971 war er Vorsitzender der FDP-Landtagsfraktion.
Herbst wurde vom Landtag in die 4. Bundesversammlung entsandt, die am 1. Juli 1964 Heinrich Lübke als Bundespräsidenten wiederwählte.

## Öffentliche Ämter
Vom 11. März 1963 bis zum 28. April 1967 war Herbst Parlamentarischer Vertreter des schleswig-holsteinischen Ministers für Arbeit, Soziales und Vertriebene.